# تیم سایلنت

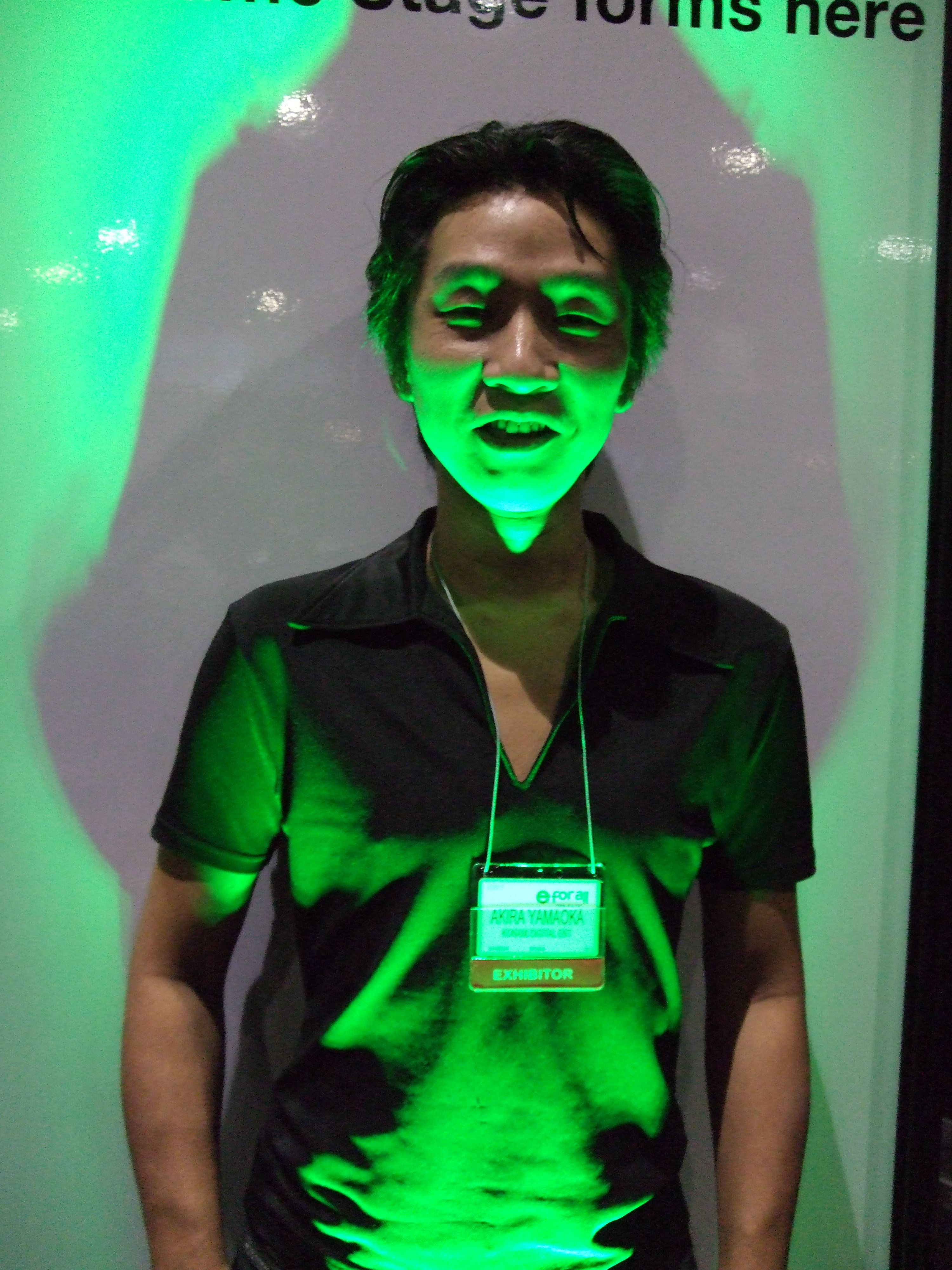
آکیرا یاماکائو آهنگساز نسخه اول تا سایلنت هیل : یادگارهای خردشده و تهیه کننده سایلنت هیل 3 و سایلنت هیل 4 : اتاق و فیلم سایلنت هیل.

تیم سایلنت (به انگلیسی: Team Silent) یک تیم توسعه دهنده و بخشی از کونامی کامپیوتر انترتینمنت توکیو یا (KCET) بود که وظیفه ساخت چهار نسخهٔ اول مجموعه بازی‌های سایلنت هیل را از سال‌های ۱۹۹۹ تا ۲۰۰۴ بر عهده داشت که بعدها ساخت این عنوان به دست شرکت‌های غربی مانند کلایمکس استودیو و دابل هلیکس گیمز سپرده شد. طبق گفتهٔ آهنگساز این مجموعه بازی آقای آکیرا یامائوکا، تیم سایلنت شامل افرادی بود که قبل از موفقیت سایلنت هیل در طرح‌های دیگر ناموفق بودند و قصد ترک کردن کونامی را داشته‌اند. طبق گفتهٔ طراح هنری سایلنت هیل بازگشت به خانه، تیم سایلنت توسط خود شرکت کونامی منحل شد، زیرا کونامی می‌خواست که شرکت‌های غربی این عنوان را بسازند. (KCET) در سال ۲۰۰۵ با خود شرکت کونامی یکی شد.
افراد اصلی تیم سایلنت شامل:
- کیچیرو تویاما: خالق، کارگردان، نویسنده و طراح پس زمینه سایلنت هیل. او بعد از ساخت سایلنت هیل، تیم سایلنت را ترک و به استودیو ژاپن پیوست و بعد از آن پروژه سایرن را تأسیس و بازی سایرن را خلق کرد.
- ماساشی سوبایاما: کارگردان سایلنت هیل ۲ و کارگردان هنری سایلنت هیل ۴: اتاق
- کازوهیده ناکازاوا: کارگردان سایلنت هیل ۳. او بعدها به کوجیما پروداکشنز ملحق شد.
- سوگورو موراکوشی: کارگردان درام سایلنت هیل ۲، کارگردان و نویسندهٔ سایلنت هیل ۴: اتاق. او بعدها به کوجیما پروداکشنز پیوست.
- هیرویوکی اواکو: نویسندهٔ سایلنت هیل ۲ و سایلنت هیل ۳، دستیار نویسنده فیلم سایلنت هیل[۶]
- ماساهیرو ایتو: طراح پس زمینه و موجودات در سایلنت هیل. کارگردان هنری سایلنت هیل ۲ و سایلنت هیل ۳. ایتو بعدها به کوجیما پروداکشنز پیوست و در بازی متال گیر سالید ۴: سلاح میهن‌دوستان به عنوان طراح هنری ایفای نقش کرد. او همچنین در مشارکتی کوچک در سال‌های ۲۰۰۸ و ۲۰۱۲ جلد هنری نسخهٔ ژاپنی سایلنت هیل: بازگشت به خانه و سایلنت هیل: رگبار را طراحی کرد. از معروف‌ترین طراحی او می‌توان به موجود کله هرمی در سایلنت هیل ۲ اشاره کرد.
- آکیرا یامائوکا: آهنگساز نسخهٔ اول تا سایلنت هیل: یادگارهای خردشده، تهیه‌کننده سایلنت هیل ۳ و سایلنت هیل ۴: اتاق و فیلم سایلنت هیل. او در سال ۲۰۰۹ از کونامی جدا و به Grasshopper Manufacture پیوست.
- گوزو کیتائو: تهیه‌کنندهٔ اجرایی سایلنت هیل و سایلنت هیل ۲ و سایلنت هیل ۳
- اکیهیرو ایمامورا: تهیه‌کنندهٔ سایلنت هیل ۲، دستیار تهیه سایلنت هیل ۴: اتاق
- تاکایوشی ساتو: طراح شخصیت و سازندهٔ CGI سایلنت هیل و سایلنت هیل ۲. او بعدها به Virtual Heroes, Inc ملحق شد.
- شینگو یوری: مدل و طراحی شخصیت در سایلنت هیل ۲، سایلنت هیل ۳ و سایلنت هیل ۴: اتاق
- ایسائو تاکاهاشی: طراح پس زمینه در سایلنت هیل که بعد از ساخت سایلنت هیل همراه کیچیرو تویاما کونامی را ترک و به استودیو ژاپن ملحق شد.
- نائوکو ساتو: طراح موجودات و صحنه‌های داستانی در سایلنت هیل که او نیز همراه تویاما و تاکاهاشی به استودیو ژاپن پیوست.

آکیرا یامائوکا به عنوان یک تهیه‌کننده در طول تهیه و تولید فیلم سایلنت هیل نقش بخصوص و زیادی را با نظارت و مشورت کردن ایفا کرده‌است. اعضای تیم سایلنت اکنون به‌طور جداگانه بر روی طرح‌هایی مشغول به کار هستند. بعضی از آن‌ها مانند کیچیرو تویاما بعد از ترک کردن تیم سایلنت بازی سایرن را خلق کرد که از لحاظ اتمسفر بسیار شبیه به سایلنت هیل است.